# Salvador Costanzo
Salvatore Costanzo, que hispanizó su nombre a Salvador Costanzo (Palermo, 1804-Madrid, 1869), fue un helenista, latinista, hispanista, traductor, historiador, historiador de la literatura, escritor y ensayista italiano.

## Biografía
Emigrado político liberal, aunque profundamente católico, estuvo exiliado en Malta (1839-1841) y, tras pasar por Argel y Gibraltar, se instaló definitivamente en Madrid por los años de 1842 o 1843. De vasta cultura, se consagró a investigar la historia, escribir ensayos y realizar traducciones, desempeñando un gran papel en las relaciones interculturales entre Italia y España. Fue caballero de la Orden de San Mauricio y San Lázaro.
Publicó en Madrid dos manuales de historia de las literaturas griega (1860) y latina (1862) ilustrados con sus propias traducciones, una Gramática italiana y española (Madrid, 1848), una Historia universal en cinco volúmenes (Madrid-París, 1853-1860) y diversas misceláneas de ensayos (Opúsculos políticos y literarios, 1847; Música celestial, 1865; Música terrenal, 1868) y los trabajos históricos Estudios sobre la vida de Alberto el Grande y su siglo (Madrid, 1864) y una serie de biografías: de Domenico Seiná (se trata de Domenico Scinà o Scina, 1764-1837, físico e historiador siciliano), y, anónimamente, Fernando I, Ugo Foscolo, Pío VII y Joachim Murat. Tradujo El anfitrión de Plauto al español (1859) y la Andriana de Terencio; la Historia de cien años: 1750-1850 de César Cantú (Madrid, 1852) y el Viaje pintoresco por la Italia: parte meridional y la Sicilia de Paul de Musset (Madrid, 1866) entre otras obras. 
Colaboró con artículos en El Heraldo (1842), la Revista científica y literaria (1847, 1848) y el Museo de las Familias (1859, 1860, 1862-1864, 1866 y 1868). En el Semanario Pintoresco Español escribió cuentos, artículos, crítica literaria y descripciones de viajes entre 1843 y 1849. Colaboró asimismo en la revista ilustrada madrileña El Globo Ilustrado.

## Obra
- Historia universal, desde los tiempos más remotos hasta nuestros días, Madrid: establecimiento tipográfico de Mellado - París, 1853-1858, 5 v.
- Opúsculos políticos y literarios de D. Salvador Costanzo, precedidos de un discurso preliminar escrito por D. Manuel Moxo, y acompañados de un álbum de poesías italianas y castellanas de algunos poetas antiguos, y de los más esclarecidos entre los modernos. Madrid: M. Rivadeneyra, 1847.
- Manual de literatura latina, con una breve noticia de la literatura latino-cristiana, y un catálogo bibliográfico de las obras y los escritores reunidos por Gronovio y Grevio en sus voluminosas colecciones, para que sirva de complemento a toda la historia de la literatura clásica, contenida en este manual y en el de literatura griega, Madrid, Estab. tip. de D.F. de P. Mellado, 1862.
- Música celestial: expresada en leyendas históricas, fantasías y elogios satírico-burlescos. Madrid: San Martín y Jubera editores, 1865.
- Música terrenal, que puede servir de prólogo ó apéndice á la "Música celestial" expresada en leyendas históricas, disertaciones, fantasías y chistes: seguida de la célebre oda de Manzoni á la muerte de Napoleón I titulada "El 5 de Mayo", acompañada de varias traducciones castellanas y de una portuguesa, Madrid: Alejandro Gómez Fuentenebro, 1868.
- Gramática italiana y española: precedida de un discurso preliminar, Madrid: D. J. Llorente, 1848.
- Manual de literatura griega: con una breve noticia acerca de la literatura greco-cristiana, de los Griegos que pasaron á Italia cuando los Turcos se apoderaron de Constantinopla, y de la lengua y literatura de la Grecia moderna.. Madrid: Mellado, 1860.
- Estudios sobre la vida de Alberto el Grande y su siglo, Madrid: Mellado, 1864.
- Ensayo político y literario sobre la Italia desde el siglo XI hasta nuestros días, Madrid, [s.n.], 1843
- Vida pública y privada de Domingo Seiná, precedida de un cuadro sobre el estado de las letras en Sicilia por los años de 1837, Madrid: D. Manuel G. Uzal, 1846.
- Con Manuel de Íñigo y Miera, Carlos Vela y Manuel José Quintana, Historia de las órdenes de caballería (que han existido y existen en España), Madrid: [Librería americana], 1863.
- Biblioteca de instrucción y recreo para los jóvenes de ambos sexos. Madrid, 1857.
- José Güell y Renté, Leggende americane di don José Güell y Renté, tradotte dallo spagnuolo da Salvatore Costanzo. Parigi: impr. de J. Claye, 1859.
- Memoria sobre la pena de muerte, sin año, ciudad, editorial ni autor.